# Autogepäckträger

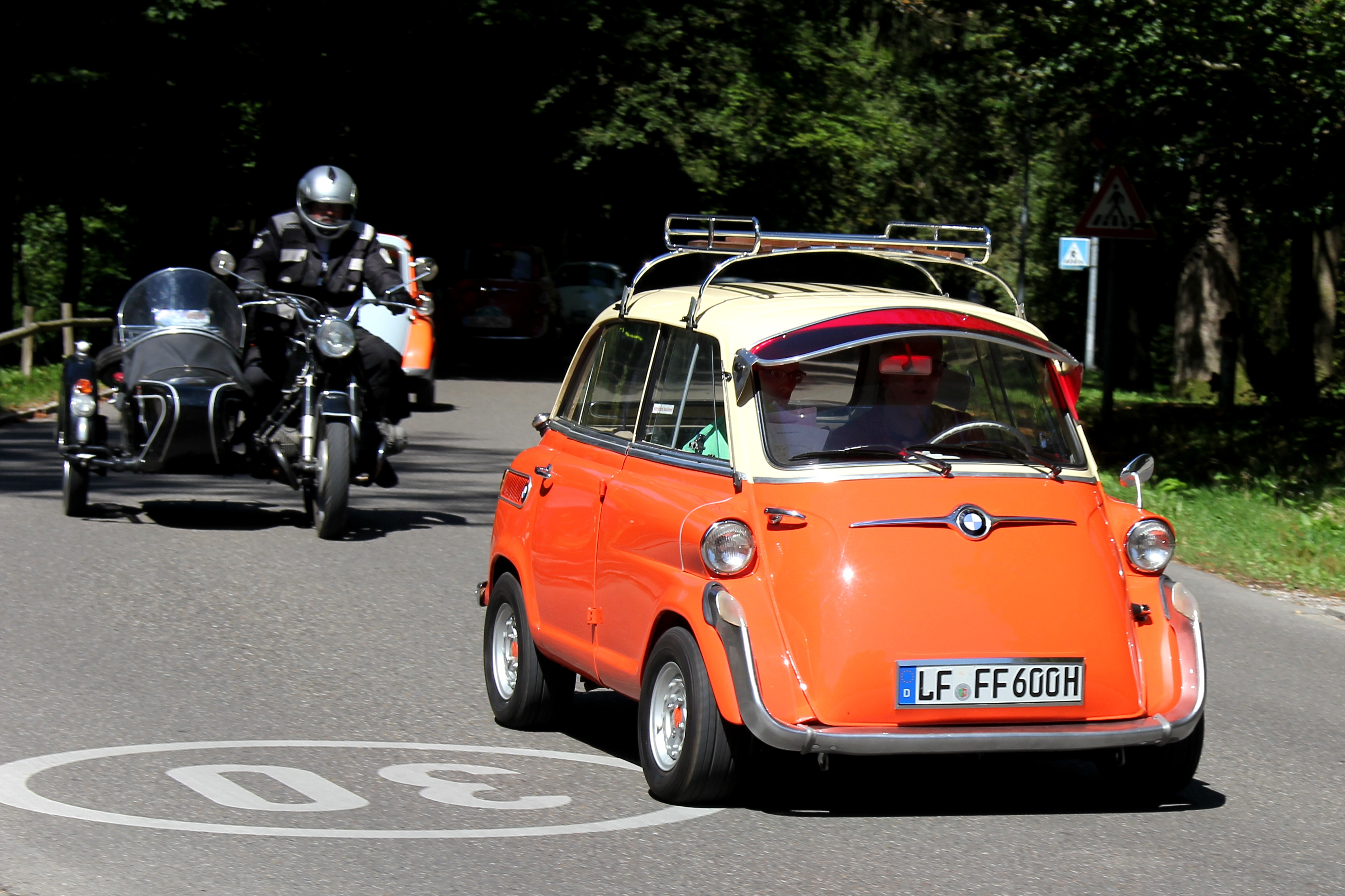
BMW 600 mit an der Regenrinne befestigtem Dachgepäckträger

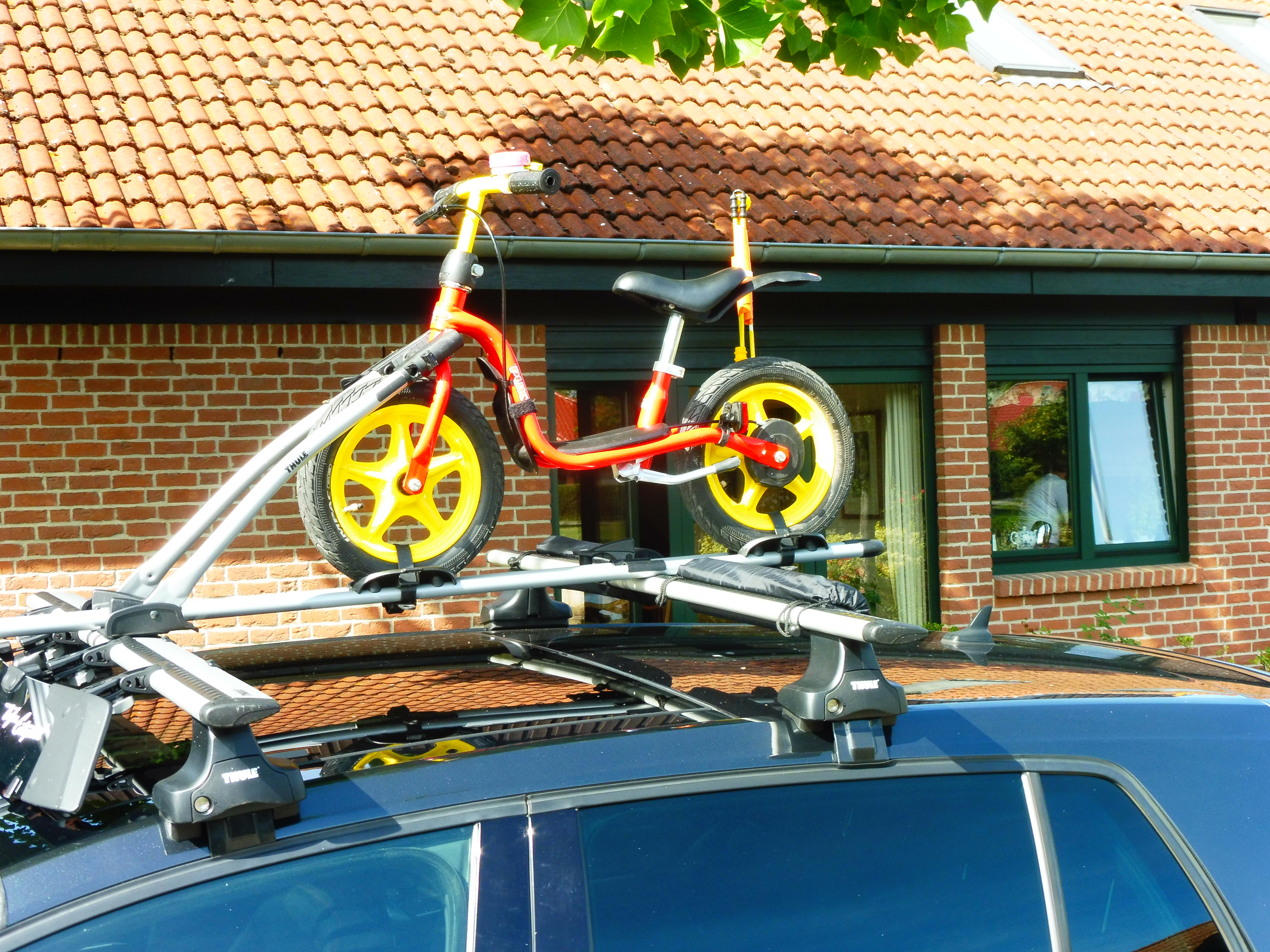
Dachträger mit Laufrad

Ein Autogepäckträger ist eine Vorrichtung, die an oder auf einen Personenkraftwagen montiert wird, um den Transport von Gepäck, Fahrrädern oder sperrigen Gegenständen zu erleichtern oder zu ermöglichen.

## Befestigung des Gepäckträgers
In der Regel kann der Gepäckträger auf folgende Arten montiert werden:
- auf dem Dach:
  - Anklemmen an der fest montierten Dachreling,
  - Anklemmen im Bereich des Türrahmens durch meist speziell vorgeformte Klemmfüße und den dazugehörigen Haken, z. B. in Bohrungen
  - Anklemmen in der fest montierten Regenablaufrinne (bei moderner Fahrzeugbauweise verzichten die Konstrukteure häufig auf die Regenrinne),.
  - Verschraubung in speziellen vom Fahrzeughersteller montierten Fixpunkten. Diese Fixpunkte können sowohl Gewindebohrungen oder eine Schiene im Dach sein. Häufig sind solche Befestigungspunkte auf den ersten Blick nicht zu erkennen.
  - Montage an verschiebbaren Querträgern, die auf im Dach verlaufenden Schienen montiert sind. Bei Nichtbenutzung werden diese zu einer Art Heckflügel zusammengeschoben. (z. B. Eurovan, Renault Espace)

- Befestigung am Heck: durch Montage an der Heckklappe oder an der Anhängerkupplung.

Der Gebrauch von Autogepäckträgern steigert den Kraftstoffverbrauch, da sie den Luftwiderstand des Fahrzeugs erhöhen.
Am Heck montierte Träger schneiden bei dieser Betrachtung besser ab, da sie sich im Windschatten des Wagens befinden. Laut ADAC steigt der Verbrauch je nach Modell, Beladung und Geschwindigkeit um 10–50 %.
Dachgepäckträger müssen eine hohe Festigkeit aufweisen, sollten flexibel einsetzbar sein und nur geringe Windgeräusche während der Fahrt entwickeln.

## Gesetzliche Anforderungen
Für Dachgepäckträger braucht keine Allgemeine Betriebserlaubnis (ABE) zu bestehen. Sie müssen nicht in die Fahrzeugpapiere eingetragen werden.

Nach § 30c Abs. 1 der Straßenverkehrs-Zulassungs-Ordnung (StVZO) gilt 

„Am Umriß der Fahrzeuge dürfen keine Teile so hervorragen, daß sie den Verkehr mehr als unvermeidbar gefährden.“

Zu beachten sind auch  die Richtlinien über die Beschaffenheit und die Anbringung der äußeren Fahrzeugteile vom 24. September 1963, die u. a. fordern:

„Gepäckträger (z. B. Dachroste und Skiträger) dürfen keine Spitzen und müssen abweisende Wirkung haben.“

## Spezielle Bauweisen
- Ein herkömmlicher Dachgepäckträger besteht zumeist aus parallel, i. d. R. quer zur Fahrtrichtung angeordneten Metallschienen.
- Ein Fahrradträger ist eine Vorrichtung zur Beförderung von Fahrrädern.
- Der Dachkoffer (auch Dachbox) ist ein mittels Grundträger auf der Dachreling oder auf einem Dachgepäckträger „auf dem Dach eines Autos zu befestigender, flacher, länglicher und stromlinienförmiger Kasten aus festem Material“.[2]
- Der Skiträger, der in der Regel auf dem Dach montiert wird, erlaubt es, Skier parallel einzuklemmen. Bei Heck-Skiträgern werden die Skier senkrecht stehend in die Klemmvorrichtung gesteckt.